# 飯高寺
飯高寺（はんこうじ）は、千葉県匝瑳市飯高にある日蓮宗の寺院。山号は妙雲山。関東における日蓮宗の主要な檀林（僧侶の学問所）の一で、飯高檀林（いいだかだんりん）と称された。檀林の機能は19世紀に入ってから立正大学に受け継がれている。

## 概要
匝瑳市の中心部から北方へ約8kmの台地上に造られた、関東で最初の日蓮宗の檀林（飯高檀林）である。
徳川家康、養珠院、徳川頼房、徳川頼宣などの外護を受け、格式の高い檀林へ発展した。
他の檀林から編入した学徒は下の学部へ落とされるなど、諸檀林のなかでも優位性ははっきりと示されており、日蓮宗最高かつ最大の学問機関に位置づけることができる。
天正5年(1573年)に、日統が匝瑳市飯塚・光福寺に学室を開いたことが檀林の前身とされる。
後に京都から日生を招き、土地の有力者で刑部少輔平山常時や妙福寺・日円などの後援を得て、学室を飯高・妙見山妙福寺に移した。これが飯高檀林の発祥である。
就学課程は8課程で、名目部から入学して、四教学部、集解部、観心部、玄義部、文句部、止観部、御書科を36年間の期間をかけて修了する。
明治5年(1872年)に学制発布のため廃檀となり、294年間の歴史を閉じた。その名跡を継いだのが立正大学で、境内に「立正大学発祥之地」の碑が建てられている。
講堂・鐘楼・鼓楼・総門が国指定の重要文化財、檀林跡としては境内全体が千葉県指定の史跡になっており、歴史的建造物を保存するため、本堂の改修工事が行われた。
近年、講堂の裏庭には520株の牡丹が植えられて、名所として人気を集めている。また、秋には講堂を舞台に飯高壇林コンサートが開催される。

## 歴史
- 日統は飯塚生まれで地元光福寺で出家、比叡山延暦寺に学んだ後、天正元年 (1573年) 飯塚檀林を開檀する。
- 天正5年 (1577年) 日統の後輩にあたる延暦寺学僧日生、日尊ら30余名が学室に加わる。日統没後は日生が講主となり、内山・妙広寺を経て妙見山妙福寺に移る。この妙福寺学室が妙雲山法輪寺に発展し飯高壇林となる。
- 天正8年 (1580年) 帰京した日生に後を託された日尊が講主となってからは学僧も多く集まり益々盛大になる。
- 天正19年 (1591年) 豊臣秀吉の関東制圧後、飯高城主平山刑部常時は野に下りその城地全域を寄進する。徳川家康が朱印地30石を与え、飯高寺と公称する。
- 慶長元年 (1596年) 飯高寺・日尊は飯高檀林を開檀する。
- 慶長13年 (1608年) 江戸城徳川家康面前にて日蓮宗日経と浄土宗増上寺源誉の間で宗論が行われ、日蓮宗が浄土宗に詫び証文を出すことになった時、対応をしたのが檀林第3世講主日遠である。日遠が家康からの処罰を受けるところを仲裁したのが日遠を師事していたお万の方であり、後の講堂焼失の際に多額の寄付が送られるきっかけともなった。
- 慶安3年 (1650年) 火災により、講堂を焼失する。
- 慶安4年 (1651年) 養寿院は講堂焼失に際し見舞いとして米、金、袈裟、材木などを送る。
- 明治5年 (1872年) 学制発布により、飯高檀林は廃檀となり、以後立正大学として今日に至る。残された施設は、講堂、庫裏、鐘楼、鼓楼、題目堂、経蔵、惣門で、破棄されたのは北丈、食堂、衆寮、所化部屋、妙見堂、七面社などである。
- 平成14年 (2002年) 6年越しの講堂修理が終わり焼失後再建時の姿が甦った。

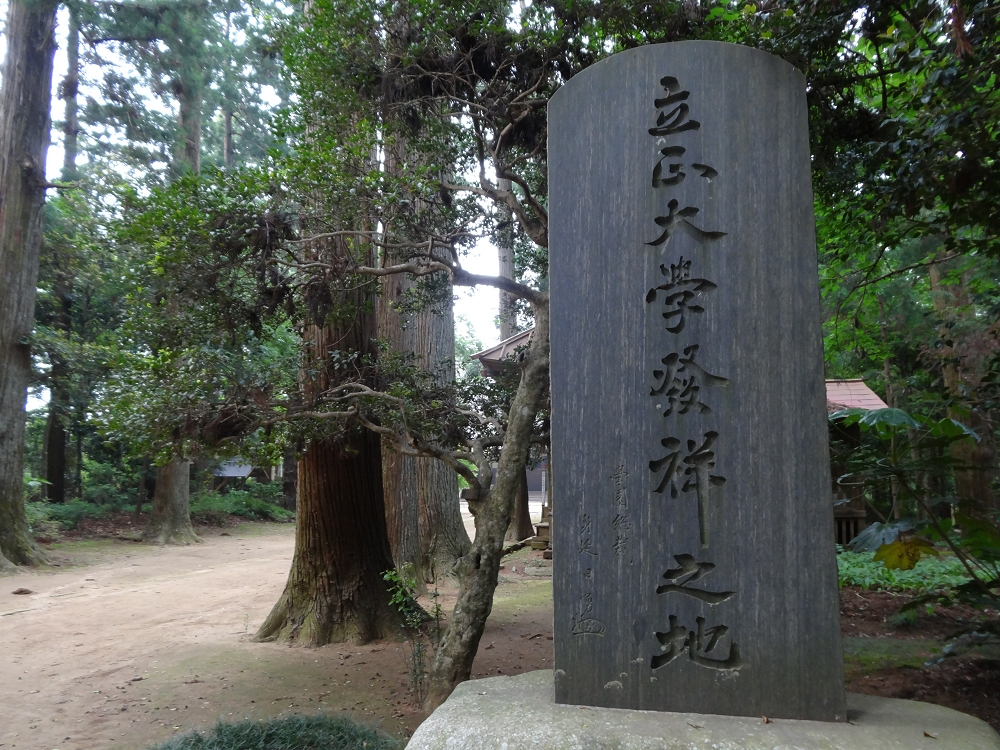
立正大学発祥之地碑

## 文化財

### 重要文化財（国指定）
- 講堂 - 慶安4年(1651年)の建立。桁行26.7m、梁間18.2m、一重、入母屋造、とち葺。昭和55年(1980年)05月31日指定。
- 鐘楼 - 承応3年(1654年)以前の建立。桁行一間、梁間一間、一重、入母屋造、こけら葺。昭和55年(1980年)05月31日指定。
- 鼓楼 - 享保5年(1720年)の建立。桁行一間、梁間一間、袴腰付、入母屋造、茅葺。昭和55年(1980年)05月31日指定。
- 総門 - 延宝8年(1680年)の建立。高麗門、銅板葺。昭和55年(1980年)05月31日指定。

### 千葉県指定史跡
- 飯高檀林跡 附:経蔵、題目堂、庫裡

### 匝瑳市指定文化財
- 飯高寺の天蓋（匝瑳市指定有形文化財）
- 黄門桜（匝瑳市指定天然記念物）千葉県匝瑳市飯高2088-4
黄門桜について、享和3年（1803年）の『飯高寺文書』によると水戸光圀の御意で下総国佐原から飯高檀林まで並木として松や桜が植えられたといい、元禄12年（1699年）春のこととしている[3]。『佐原市史』（1966年発行）は「水戸黄門様飯高檀林参詣記」の記述から、この御意を受けて佐原の伊能権之丞が佐原村から飯高村までの沿道30カ村に植樹を依頼したとしている[3]。ただ、以後の調査で1698年（元禄11年）と翌年の水戸光圀の下野飯高、佐原への来訪は実現していないことが明らかになっている[3]。
なお、光圀の飯高寺への来訪については元禄8年（1695年）1月に立ち寄った記録がある[4]。また、享和3年（1803年）に飯高寺から水戸藩邸に提出された記録では、元禄8年の参詣後にも2度ほど訪れたとしている[4]。

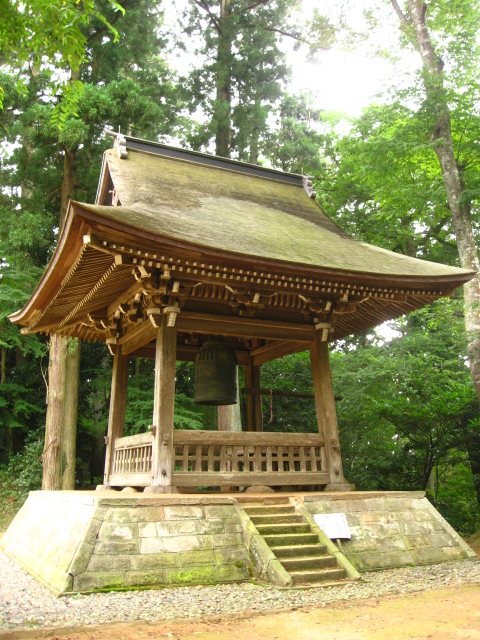
鐘楼
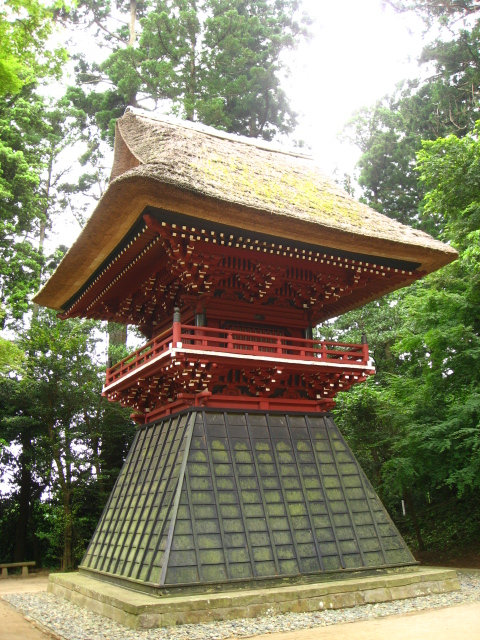
鼓楼
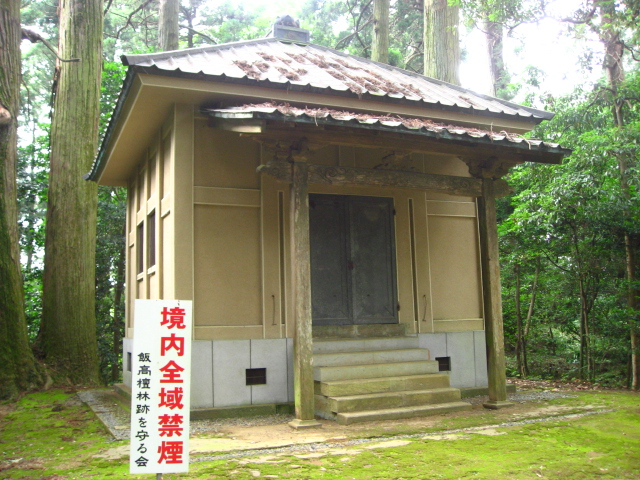
一切経蔵
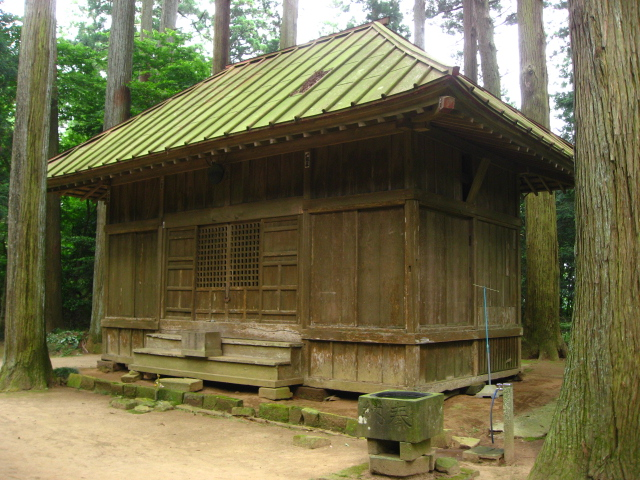
題目堂
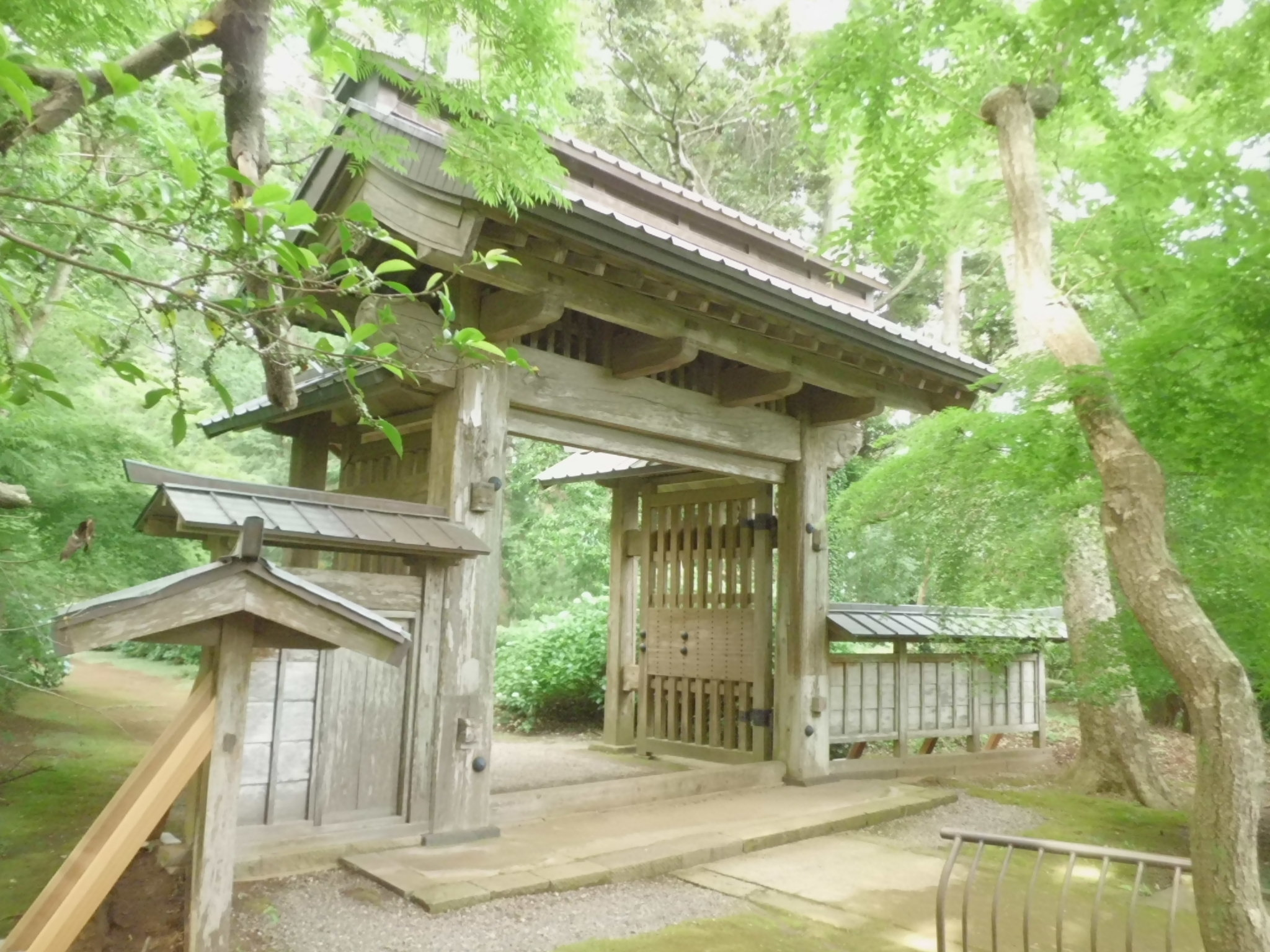
総門

## 交通アクセス
- 道路
  - 千葉県道16号佐原八日市場線 佐原市街から約30分、匝瑳市街から約10分
  - 千葉県道74号多古笹本線 飯高交差点を匝瑳市街方面へ約1分
  - 東総広域農道 県道16号佐原八日市場線との交差点を佐原方面へ約1分
- 鉄道
  - 最寄り駅 JR東日本総武本線 八日市場駅